# Völkischer Beobachter
«Фёлькишер бео́бахтер» (нем. Völkischer Beobachter, «Народный обозреватель», «Народный наблюдатель») — немецкая газета. С 1920 года — печатный орган НСДАП. Газета издавалась сначала еженедельно, с 8 февраля 1923 года — ежедневно в издательстве Franz-Eher-Verlag. Последний номер вышел 30 апреля 1945 года. На протяжении всего времени своего существования являлась ареной публицистической борьбы нацистской партии и флагманом нацистской пропаганды. Символ газеты — свастика, приветствие — «Sieg und Heil!». Подзаголовок: «Боевой журнал национал-социалистического движения Великой Германии». Главные редакторы: Адольф Гитлер, Дитрих Эккарт (1921—1923), Альфред Розенберг (1923—1938) и Вильгельм Вайс (1938—1945). С 1933 года газета была практически правительственным органом.

## История
В 1887 году в Мюнхене была основана пригородная газета «Мюнхенский обозреватель» («Мюнхенер Беобахтер»). 22 июня 1918 года издатель газеты Франц Эер умер. Вскоре после смерти Эера Рудольф фон Зеботтендорф приобрёл за 5 тысяч имперских марок лицензию на издание газеты у его вдовы Кэтэ Бирбаумер, и газета перешла в собственность Общества Туле. В июле 1918 года фон Зеботтендорф принял управление газетой. Сначала газета издавалась с тем же названием, к которому был добавлен подзаголовок «Спортивная газета».
В августе 1918 года газета стала выходить два раза в неделю, публикуя в основном светскую хронику антисемитского содержания, и была переименована в Völkischer Beobachter. Название обычно переводят на русский язык как «Народный обозреватель», однако слово völkisch относилось к немецкой националистической лексике и означало «относящийся к нашей, а не чужой нации».
В декабре 1920 года оказавшуюся в трудном финансовом положении газету приобрели члены НСДАП Дитрих Эккарт и Эрнст Рём за 60 тысяч марок, полученные из секретного фонда рейхсвера от командующего рейхсвером в Баварии генерал-майора Франца фон Эппа. Затем Эккарт и Рём превратили её в партийный рупор НСДАП. Гитлер установил контроль над газетой в середине 1921 года после того, как стал лидером НСДАП.
Первыми редакторами «Фёлькишер Беобахтер» как печатного органа НСДАП были Герман Эссер, Дитрих Эккарт и Альфред Розенберг. Материалы газеты носили в то время главным образом националистический и антисемитский характер, тем более что финансовый директор «Фёлькишер Беобахтер» Макс Аманн требовал публикации прежде всего сенсационных, привлекающих новых читателей статей для поднятия тиража газеты. Сначала тираж газеты составлял примерно 8 тысяч экземпляров, но к осени 1923 года возрос до 25 тысяч экземпляров. Причиной этому, видимо, была оккупация Рура. С запретом НСДАП после Пивного путча 9 ноября 1923 года издание газеты было приостановлено.
После воссоздания НСДАП 26 февраля 1925 года она вновь стала издаваться (в первом номере была опубликована написанная Гитлером передовая статья «Новое начало»). Газета «Фёлькишер Беобахтер» расположенного в Мюнхене издательства впервые вышла в качестве берлинского издания 1 января 1929 года. В связи с успехом национал-социалистического движения тираж рос очень быстро, в 1931 году он достигал более 120 тысяч экземпляров. После прихода НСДАП к власти газета стала самой массовой в Германии; в 1933 году её тираж составлял 130 тысяч экземпляров, в 1940 — 1 млн экземпляров, в 1944 году — уже 1,7 миллиона экземпляров.
Газета проповедовала, в основном, антипарламентаризм, антикоммунизм, национализм и антисемитизм, что привело к тому, что к 1933 году «Völkischer Beobachter» запрещали 34 раза.
Историк, профессор Клаус Ланкхейт из Института современной истории в Мюнхене отмечает, что газета «вместо объективности» «предлагала только теории заговора. Все плохое, что случалось, в конечном итоге было связано с влиянием евреев».
Газеты и радиоприёмники были единственным средством массовой информации, поэтому количество изданий сокращалось, выпуск радиоприёмников наращивался. Количество радиоприемников на душу населения в Германии составляло 1 приемник на 5 человек (всего было выпущено 15 млн радиоприёмников). Главной задачей «Völkischer Beobachter» было распространение нацистской идеологии и донесение нужной информации до населения. Геббельс в 1926 году использовал газету, чтобы напрямую обратиться к Гитлеру, называя его «более великим человек, чем все мы… Он — инструмент божественной воли, который формирует историю со свежей творческой страстью». Геббельс полностью контролировал издание, и вплоть до конца войны статьи «Vőlkischer Beobachter» утверждали, что победа будет за нацистами.
Газета стала важным орудием агитации и пропагандистским изданием нацистов. «Мы хотим расстроить людей. И не просто расстроить — мы хотим подстегнуть их», — писал Гитлер. «Völkischer Beobachter» стала «Боевым листком национал-социалистического движения Великой Германии». Клаус Ланкхейт отмечает, что «Völkischer Beobachter» был главной партийной газетой, превратившись затем в правительственную газету и объясняет высокий тираж газеты тем, что члены нацистской партии ходили «от двери к двери и предлагали людям подписаться на „Völkischer Beobachter“». Газету обязаны были выписывать все органы власти, в ней публиковались все официальные сообщения нацистов.
С первых дней Второй мировой войны еженедельник пафосно описывал победы германской армии, не опираясь на достоверные факты. Пропаганда в газете, выражающая официальную точку зрения национал-социалистической партии, присутствует до самого конца Второй мировой войны. После поражения в Сталинграде в 1943 году «Völkischer Beobachter» подготовила почву для выступления Йозефа Геббельса в Берлинском дворце спорта (нем. Sportpalast). Несколькими неделями ранее газета несколько раз использовала термин «тотальная война», передавая сообщения с Восточного фронта. Выпуск был прекращён в конце апреля 1945 года, за несколько дней до капитуляции нацистской Германии. Последним сюжетом 30 апреля 1945 года была пропаганда под заголовком: «Бунт трусливых дезертиров в Мюнхене подавлен!», но к читателям газета не дошла — Берлин был взят советскими войсками.
Газета выходила в пяти различных изданиях: Берлинское, Мюнхенское, Северогерманское, Южногерманское и Венское (с 1938 года). «Фёлькишер Беобахтер» имела различные приложения: «Die Deutsche Landschaft», «Die Deutsche Frau», «Der Filmbeobachter» и др.
В настоящее время экземпляры газеты хранятся в Главном архиве НСДАП Федерального архива Германии.

## Руководители
- Герман Эссер (с 1920 г.)[17];
- Дитрих Эккарт (до 1922 года вместе с Альфредом Розенбергом — соредакторы)[18]

Главные редакторы (Hauptschriftleiter):
- Альфред Розенберг (конец 1923—1938)
- Вильгельм Вайс (1938—1945)[19]

## Технические характеристики
«Фёлькишер Беобахтер» имела следующие технические характеристики:
- двухцветная печать (красный/чёрный);
- большое количество иллюстраций и фотографий;
- большой формат: 42,5 х 59,5 см;
- брошюровка по 6 страниц;
- шрифт: Altdeutsch, с 1941 года — Antiqua.